# Verdrahtungsträger
Der Begriff Verdrahtungsträger kennzeichnet einen mechanischen Träger, auf dem Leitungsstrukturen zur Verdrahtung elektronischer Bauelemente aufgebracht sind. 
Der Begriff wird oft als Verallgemeinerung für unbestückte Multi-Chip-Module und Leiterplatten verwendet. Im Gegensatz dazu sind bei integrierten Schaltkreisen Verdrahtungsstrukturen und Bauelemente monolithisch in das Substrat integriert, womit diese keine Verdrahtungsträger im engeren Sinne darstellen.
Verdrahtungsträger erfüllen zusätzlich zur elektrischen Verbindung der Komponenten weitere Funktionen, z. B.
- Stützfunktion,
- thermische Funktion (Wärmeübertragung, Wärmeabführung),
- elektromagnetische Schirmung,
- optische Kopplung von Bauelementen,
- Integration passiver Bauelemente in das Substrat.